# Стад Ролан Гаррос

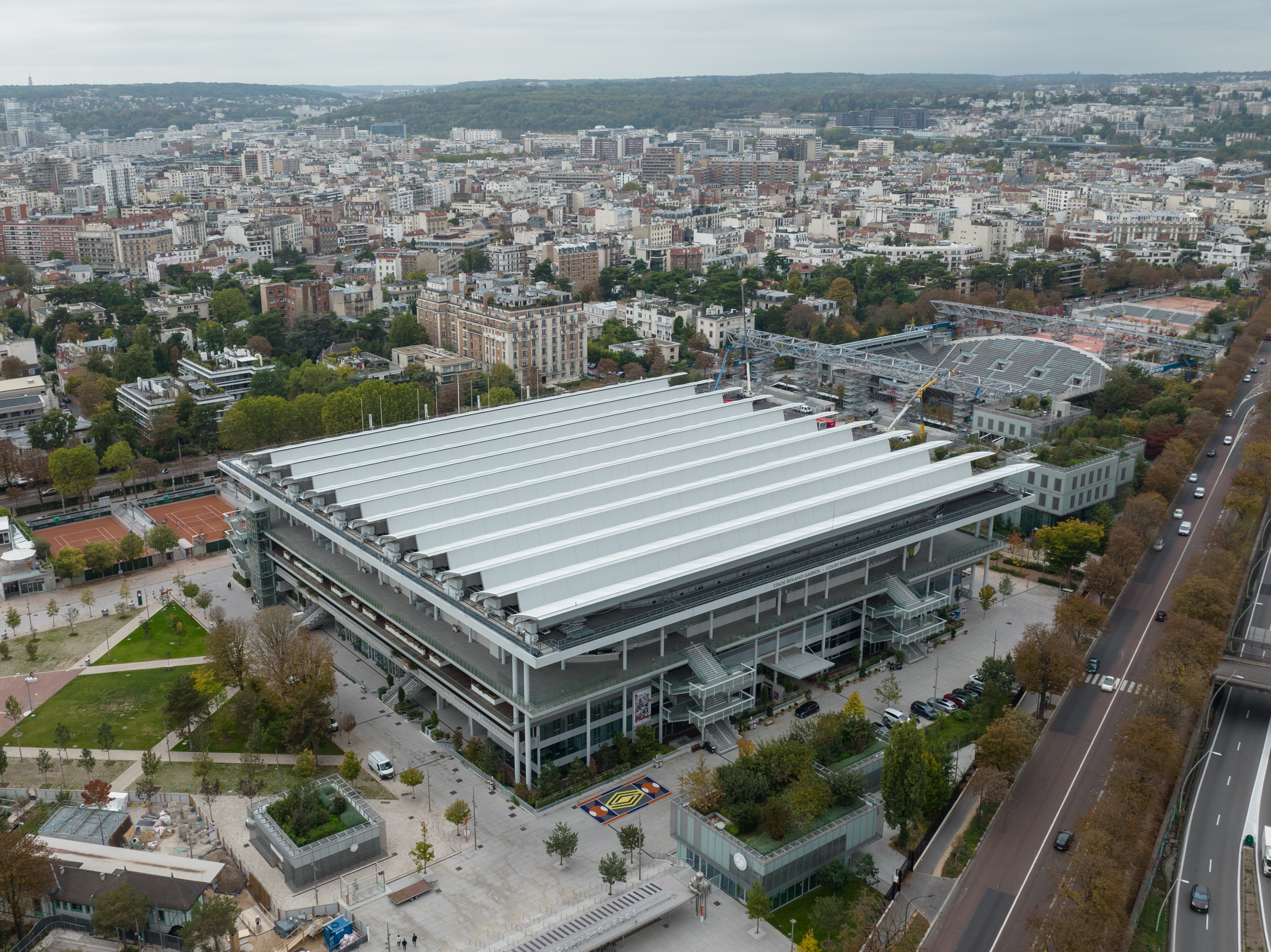

Стад Ролан Гаррос (фр. Stade Roland Garros) — комплекс тенісних кортів та стадіонів у  Парижі, на якому проводиться Відкритий чемпіонат Франції з тенісу. Турнір, який також називають Ролан Гаррос, є одним з турнірів Великого шолома і проходить щороку в кінці травня — на початку червня. Комплекс, названий на честь авіатора Ролана Гарроса (1888–1918), було збудовано в  1928 з нагоди першого захисту Францією Кубка Девіса.
Комплекс площею 13,5 га має 20 кортів, серед яких з три стадіони великої місткості; Les Jardins de Roland Garros, великий ресторан та бар; Le Village, прес та VIP зону; національний тренувальний центр; та музей історії тенісу (Тенісей).

## Покриття
Хоча покриття Stade Roland Garros зазвичай називають «червоним ґрунтом», насправді корти вистелені білим вапняком, покритим кількома міліметрами пилу червоної цегли. Під шаром пористого вапняку завтовшки 7,6 см лежить 15 сантиметровий шар вулканічної породи, за яким йде 90-сантиметровий шар піску, що лежить на бетонній плиті. Подрібнену цеглу притискають до поверхні вапняку катками, потім змочують водою. Процес повторюється кілька разів, доки тонкий, компактний шар не покриє кожен корт. Шар подрібненої цегли досить глибокий, щоб на ньому  залишалися відбитки ніг і м’ячів, але досить тонкий, щоб корт не ставав губчастим чи слизьким. У турнірних ситуаціях працівники розгладжують поверхню перед матчами та між сетами, перетягуючи по ній прямокутні відрізки ланцюга. Пил з червоної цегли поповнюється за потреби (щодня під час великих турнірів).
У 1928 році покриття було найсучаснішим розв'язанням найбільшої проблеми натуральних ґрунтових кортів: поганого дренажу. У той час звичною була ситуація, коли ґрунтові поверхні були непридатними для гри протягом двох-трьох днів навіть після короткого періоду опадів. Комбінація вапняку та подрібненої цегли, спочатку розроблена у Великій Британії, за ігровими характеристиками та виглядом була схожою на глину без характерних для глини проблем дренажу, таким чином роблячи природну глину застарілою як покриття тенісного корту. 
Відтоді було розроблено багато інших ґрунтових поверхонь, що  «швидко висихають», зокрема  синтетичних. На кортах, покритих цими матеріалами, м'яч відскакує так само як на природних глиняних покриттях, і їх разом класифікують як «ґрунтові корти», попри те, що за майже сторіччя було побудовано небагато справжніх ґрунтових кортів. Різноманітність складу різних «ґрунтових» покриттів по всьому світу пояснює надзвичайну варіабельність їх ігрових характеристик. Вінус Вільямс сказала: «Усі ґрунтові корти різні. На жодному не грається однаково. На [Ролан Гарросі] грати найкраще».

## Корти з трибунами

### Корт Філіппа Шатріє

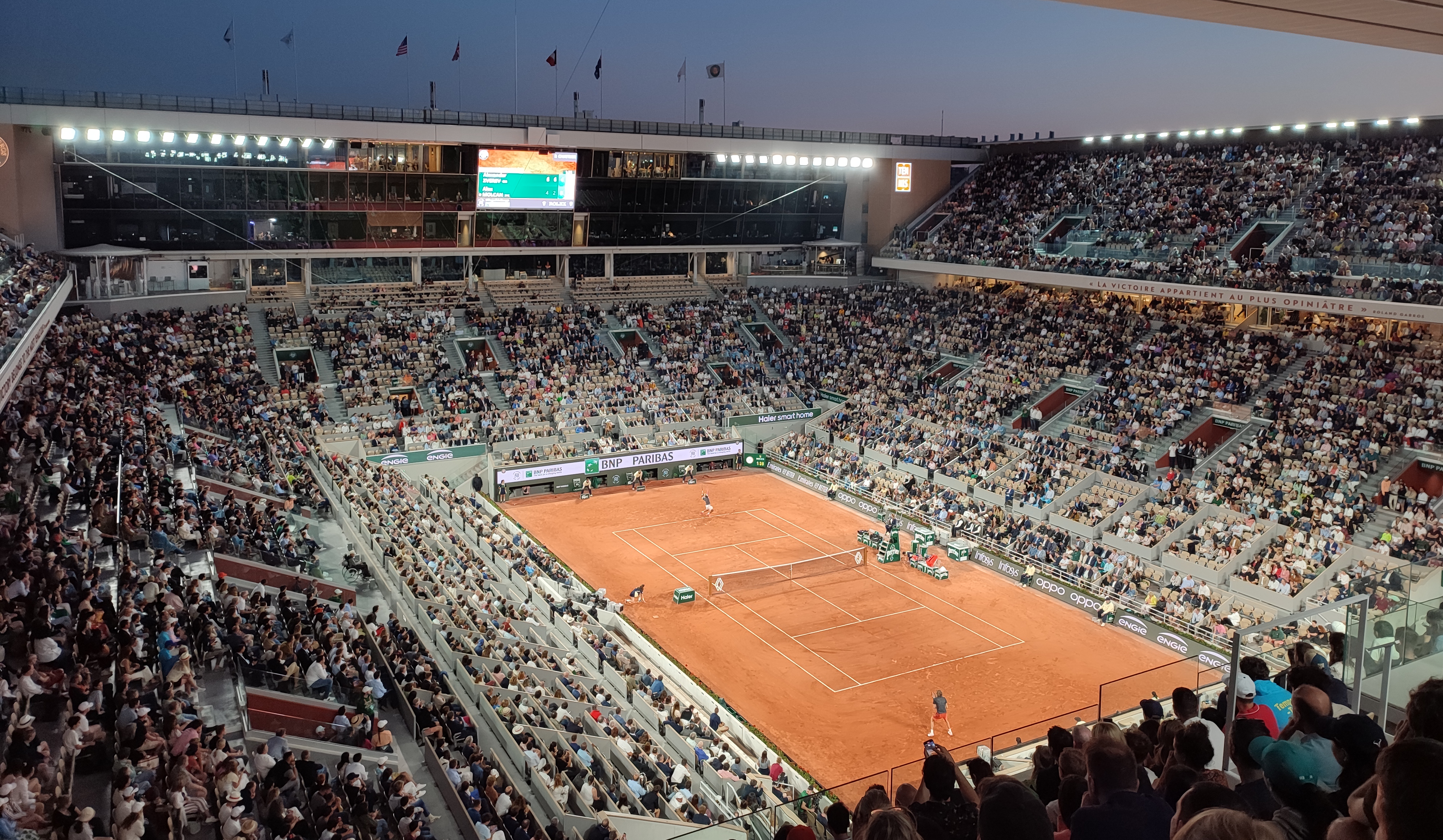
Корт Філіппа Шатріє в 2023

Корт Філіппа Шатріє побудовано  в 1928 році, як центральну споруду стадіону, він залишається таким і нині. Після перебудови 2019 року він містить 15 225 глядачів. До 2001-го стадіон називався просто центральним кортом, але потім його перейменували на честь президента Французької федерації тенісу, який багато зробив для включення тенісу до програми літніх Олімпійських ігор.
Чотири основні трибуни названі прізвищами чотирьох мушкетерів: Бруньйон, Боротра, Коше та Лакост на честь їхніх перемог в Кубку Девіса. Крім того, трофей, який вручають щороку переможцю одиночного чоловічого розряду називається Кубком мушкетерів.
Після завершення чемпіонату Франції 2018 стадіон знесли до фундаменту й перебудували з крутішими трибунами до турніру 2019 року. Розсувний дах та прожектори було додано до турніру 2020 року, перенесеного на вересень через COVID-19.

### Корт Сюзанн Ленглен

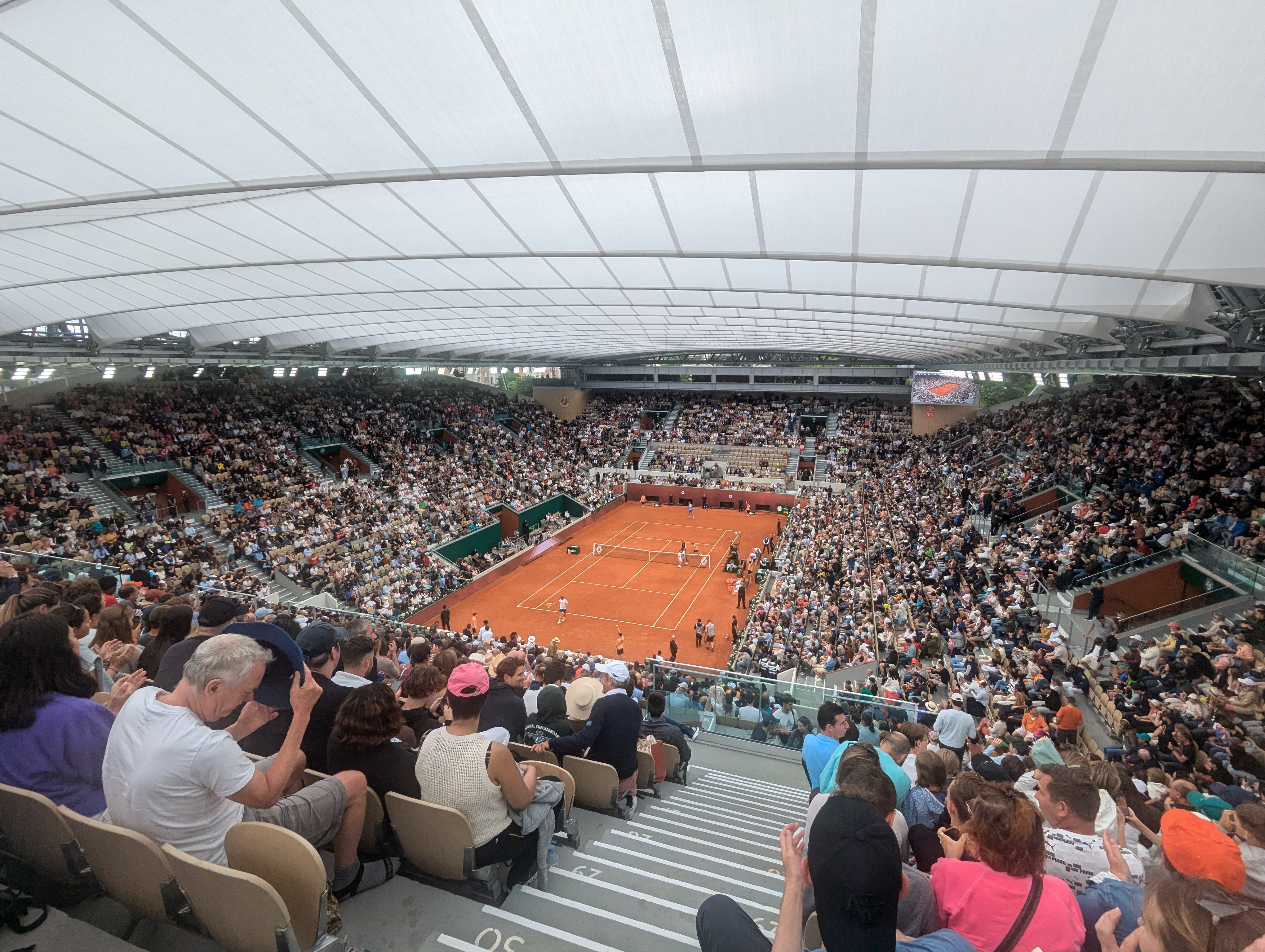
Корт Сюзанн Ленглен з новим дахом, побудованим у 2024.

Побудований 1994 року під початковою назвою «Корт A», корт Сюзанн Ленглен є другим за величиною та значенням стадіоном з місткістю with  10 068 глядачів. Він названий на честь міжнародної знаменитості, першої великої зірки жіночого тенісу, володарки п'яти титулів чемпіонки Франції та шести — чемпіонки Вімблдону,  дворазової олімпійської чемпіонки. Барильєф Ленглен роботи італійського скульптора Віто Тольяні стоїть на вході до стадіону. Трофей, який вручають щороку чемпіонці Франції називається кубком Сюзанн Ленглен. Корт має підземну систему зрошування, єдину свого роду, що забезпечує  підтримку рівня вологості поверхні.
Розсувний дах над кортом було побудовано до Паризької Олімпіади 2024..  Інавгурація відбулася 26 травня 2024 у перший день Відкритого чемпіонату Франції.  Він складається з двох повздовжніх половин довжиною 100 м та шириною 20 м та білого полотна. Дах закривається за 15 хвилин. Мотивом послужила плісирована спідниця Сюзанн Ленглен. На будові встановлено фотовольтаїчні панелі.

### Корт Сімонн Матьє

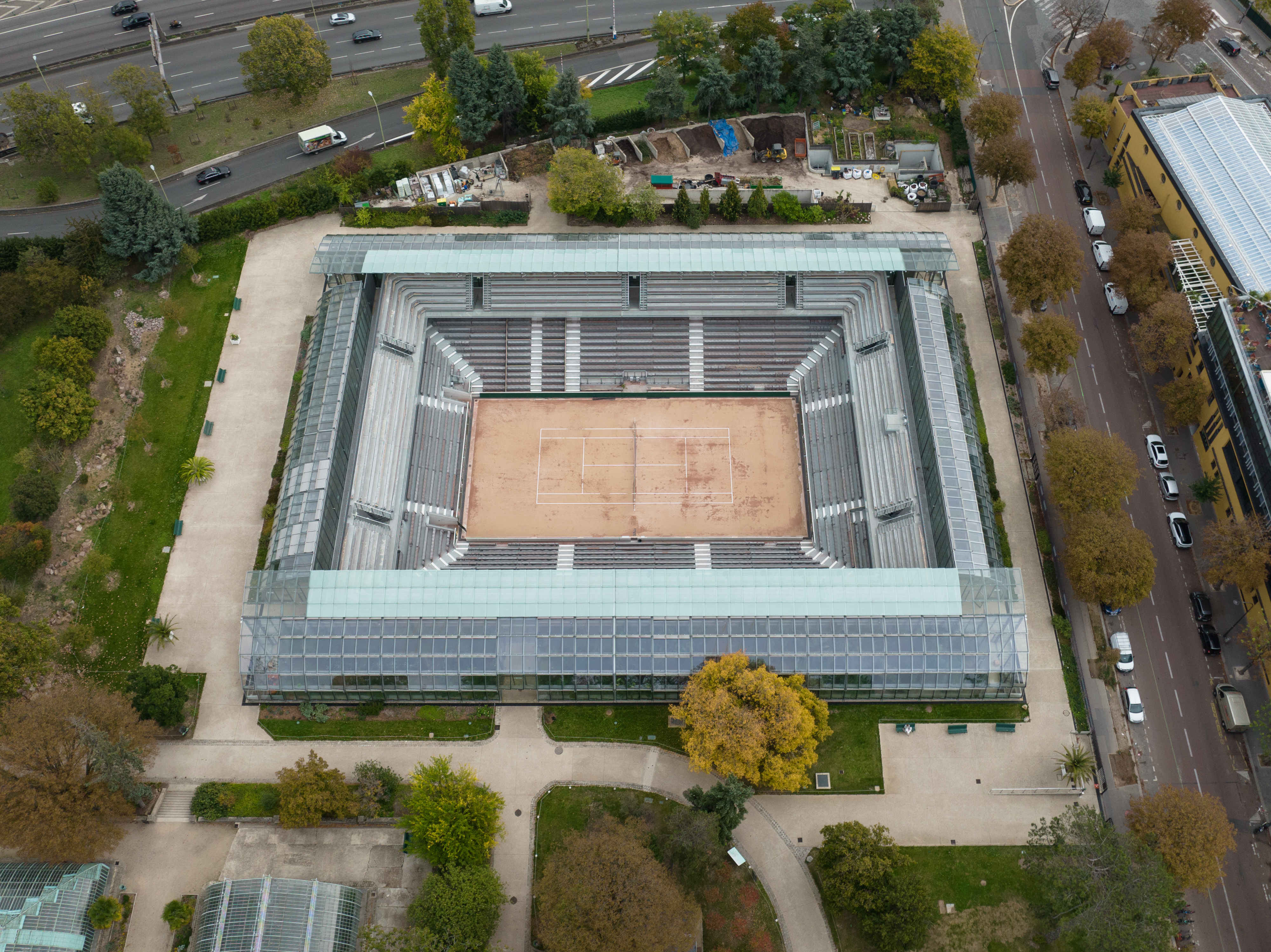
Корт Сімонн Матьє в 2022

Третя за важливістю арена стадіону на  5 тисяч глядачів була завершена в березні 2019-го на території  Отейського оранжерейного саду.  Сімонн Матьє,  переможницю чемпіонатів Франції 1938 та 1939 років, памятають також як очільницю Руху опору. Корт збудовано на глибині чотирьох метрів нижче рівня землі, з усіх чотирьох сторін його оточують теплиці. Він замінив знесений корт 1.